# Гонка Формулы-E в Сеуле
Гонка Формулы-Е в Сеуле (англ. Seoul E-Prix) — один из бывших этапов соревнования среди одноместных электрических автомобилей чемпионата мира Формулы-E. Проводился на территории спортивного комплекса «Чамсиль» в Сеуле, Республика Корея. Единственный раз прошёл в сезоне 2021—22.

## История
30 ноября 2018 года между Формулой E и гоночным промоутером JSM Holdings было подписано соглашение на проведение мероприятия в центре Сеула начиная с 2020 года вплоть до 2025 года. 1 июля 2019 года было представлено место проведения — спортивный комплекс «Чамсиль», при этом часть трассы будет пролегать по Олимпийскому стадиону. Дебют должен был состояться 3 мая 2020 года, однако из-за пандемии COVID-19 гонка была отменена. Сеульский этап был включён в предварительный календарь на сезон 2020—21, но он вновь не состоялся из-за пандемии COVID-19. В июне 2021 года Формула-E и городское правительство Сеула достигли нового соглашения, и дебют был запланирован на 13-14 августа 2022 года.
Этап был исключён из календаря 2022—23 по причине предстоящей реконструкции Олимпийского стадиона.

## Трасса
Трасса длиной 2621 м и состоящая из 22 поворотов пролегает на территории спортивного комплекса «Чамсиль». Особенностью является заезд на Олимпийский стадион, где находится зона активации режима атаки.

## Победители
| Сезон   | Дата проведения | № | Гонщик          | Команда              | Трасса                 | Отчёт |
| ------- | --------------- | - | --------------- | -------------------- | ---------------------- | ----- |
| 2021—22 | 14 августа 2022 | 2 | Эдоардо Мортара | ROKiT Venturi Racing | Городская трасса Сеула | Отчёт |
| 2021—22 | 13 августа 2022 | 1 | Митч Эванс      | Jaguar TCS Racing    | Городская трасса Сеула | Отчёт |

## Галерея

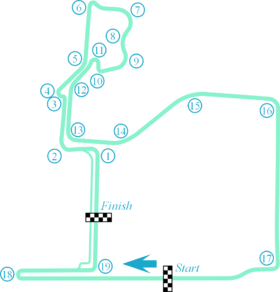
Предложенная в 2020 году конфигурация трассы